# Łukasz Piszczek
Łukasz Piszczek (polskt uttal: [ˈwukaʂ ˈpʲiʂt͡ʂɛk]), född 3 juni 1985, är en polsk fotbollsspelare som spelar för den polska klubben Goczałkowice-Zdrój. Han spelar främst som högerback och har tidigare spelat för Borussia Dortmund, Hertha BSC och Zagłębie Lubin. Han har även spelat för Polens herrlandslag i fotboll.

## Klubbkarriär
Den 20 maj 2020 förlängde Piszczek sitt kontrakt i Borussia Dortmund med ett år. I maj 2021 meddelade Piszczek att han skulle återvända till moderklubben Goczałkowice-Zdrój vid slutet av säsongen 2020/2021.

## Landslagskarriär
Piszczek var uttagen i Polens trupp vid fotbolls-EM 2012.